# Lorenzo Priuli
Lorenzo Priuli var regerande doge av Venedig 1556-1559. 